# Holomelina pamphylia
Holomelina pamphylia là một loài bướm đêm thuộc phân họ Arctiinae, họ Erebidae.